# Ermita de Sant Vicent Ferrer de Teulada
L'ermita de Sant Vicent Ferrer és una ermita en estil barroc consagrada a sant Vicent Ferrer que està situada al terme municipal de Teulada (Marina Alta, País Valencià) i data del segle xviii. La devoció popular a sant Vicent Ferrer al municipi de Teulada es basa en una antiga tradició de mitjan segle xv. Segons aquesta creença, a Teulada vivia una germana del sant, Constança Ferrer, a la qual venia a visitar en el transcurs dels seus viatges de predicació per les terres del País Valencià. Fruit d'aquesta tradició va ser la construcció de l'ermita de Sant Vicent, l'ermita de la Font Santa i la Creueta de l'Ave Maria, entre altres restes vicentines que avui podem trobar-ne.
Si bé no es coneixen els orígens exactes d'una primitiva ermita de Sant Vicent, amb tota probabilitat edificada al mateix lloc en què es troba l'actual, podem constatar que en 1643 i 1704 ja es parla en certs documents de l'ermita de Sant Vicent, encara que sabem amb seguretat que no es tracta de l'actual edifici. Aquest començaria a construir ben entrada la segona meitat del segle xviii, concretament en els anys 1767 i següents. Per aquesta època sabem que l'Ajuntament de la vila adquireix materials per a la seua construcció, dels quals es disposen diversos rebuts justificatius. L'any 1793 Blai Estruc dissenya i pinta tot l'interior de l'ermita i el 29 de març de 1797, el rector de Teulada, Juan Martínez, va beneir l'ermita amb assistència dels pares Jeroni Cerdà, Carles Ivars i Vicent Serrat, religiosos observants de Sant Francesc d'Assís, de l'Ajuntament de la vila i d'un gran concurs de gent, segons expliquen les cròniques.

## Arquitectura
L'ermita és de planta rectangular, de 16 x 19 m., amb les cantonades de pedra de gres picada i encadenada, formant una dentada amb el mur construït de pedra i morter. A la banda de ponent i nord té un mur en talús cobert amb un petit teulada, a la part de llevant hi havia la casa de l'ermità recentment enderrocada i el seu solar convertida en plaça pública. La façana acaba amb una cornisa de pedra de gresa que té dues curvatures ascendents en cada costat i que conflueixen en un campanar d'espadanya, coronat amb tres rematades en forma de bola. Aquest mateix rematada es repeteix en els dos extrems de la cornisa, i en els punts àlgids de les curvatures hi ha una altra rematada amb una petxina en baix relleu. Sota l'espadanya hi ha una finestra d'ull de bou que il·lumina el voltam i una altra obertura rectangular en vertical que s'encarrega de donar llum a la nau.
La portada és d'arc a nivell o pla, fet amb dos tipus de pedra de gres i que per única decoració té una motllura que envolta els brancals i la llinda. A cada costat de la portada hi ha una finestra de reduïdes dimensions.
A la part interior, l'ermita s'obre en tres naus i quatre trams la separació de les quals ve determinada per pilastres en les parts laterals i per pilars en les centrals, seguint les pautes del barroc propi de l'època.
Tot l'espai interior està cobert amb voltes, excepte la part central del tercer tram en què tenim la volta interior d'una cúpula que s'eleva sobre un anell que s'assenta sobre petxines i arcs torals i sobre un tambor octogonal amb vuit finestres, aquesta coberta a l'exterior amb una combinació de teules de colors (blau, verd i blanc). La resta de la coberta està distribuïda a tres aigües. Des del punt central de la cúpula penjava la imatge d'un Sant Vicent alat, que va desaparèixer durant l'última guerra civil.
A més de les característiques arquitectòniques de l'ermita també mereixen ser destacats l'altar major amb una excel·lent pintura sobre taula de Sant Vicent atribuïda popularment a Joan de Joanes, encara que fins a l'actualitat no s'ha pogut confirmar aquesta atribució, si que sembla de l'escola de primitius valencians del segle xvi. En àtic de l'altar ens trobem amb la imatge del Pare Etern, possible resta d'un primitiu retaule. A l'altar de Santa Caterina, hi ha la següent inscripció: "Blas Estruch. Lo pintó y direxió todo. Año 1793".
Procedent d'aquesta ermita és la pintura sobre taula de l'Adoració dels Reis, que formava part de l'antic retaule de les Ànimes (destruït durant la guerra civil) i datable al segle xv. L'autor d'aquesta obra, per no ser conegut el seu nom ha vingut a denominar amb el nom de "Mestre de Teulada" i la seua pintura és considerada la més importants representació pictòrica del patrimoni de Teulada i una de les més notables de la comarca de la Marina.

## El casalici
A 17 metres de l'ermita podem contemplar un casalici de coberta piramidal i rematat amb una bola. Segons la tradició aquest casalici està en el lloc on va predicar Sant Vicent Ferrer en acomiadar-se del poble. A l'interior d'aquesta capella hi ha actualment una representació pictòrica de recent factura (1985) sobre ceràmica, obres de l'artista Paloma Maynar, que representa aquest esdeveniment històric.
Al costat de l'ermita i del casalicis trobem una escultura de pedra, realitzada l'any 1973, obra de l'artista teuladí Francisco Espinós, important escultor guardonat amb diversos premis nacionals d'escultura.
Els voltants de l'ermita van ser enjardinats l'any 1973, després d'un esfondrament del mur de l'antic Calvari segons el disseny i direcció de l'arquitecte teuladí Vicente Buigues Vila.